# 김이슬 (미스코리아)
김이슬(1990년 5월 4일 ~ )은 대한민국의 미스코리아이다

## 프로필
- 출생 1990년 5월 4일
- 신체 170.6cm, 49.4kg (33-24-36)
- 학력 경북대학교 환경공학과
- 수상 2011년 미스코리아 경북 진(眞)
- 취미 벨리댄스, 심리상담
- 특기 그룹음악연주, 수영